# Пресека
Вижте пояснителната страница за други значения на Пресека.
Пресека е село в Южна България. То се намира в община Кирково, област Кърджали.

## География
Село Пресека се намира в планински район. Това е последното село на границата между смолянски и кърджалийски окръг. Климатът на това село е планински със средиземноморски характер, оказват влияние топлите въздушни маси, проникващи от близкото егейско крайбрежие.

## Население
Преброяване на населението през 2011 г.
Численост и дял на етническите групи според преброяването на населението през 2011 г.:
|                     | Численост | Дял (в %) |
| Общо                | 335       | 100,00    |
| Българи             | 0         | 0,00      |
| Турци               | 322       | 96,11     |
| Цигани              | 0         | 0,00      |
| Други               | 0         | 0,00      |
| Не се самоопределят | 0         | 0,0       |
| Неотговорили        | 12        | 3,58      |